# Seglora kyrka, Västergötland
Seglora kyrka är en kyrkobyggnad i Seglora i Borås kommun. Den tillhör Seglora församling i Göteborgs stift.

## Historia
- Den första medeltida träkyrkan i Seglora hade ett rektangulärt långhus och ett smalare, nästan kvadratiskt kor. Den ödelades genom en brand på 1500-talet. Lämningarna efter dess grund framgrävdes 1916 i samband med nedtagandet av 1700-talskyrkan.[1]
- En andra timrad träkyrka tillkom på 1600-talet.[1]
- Efterträdaren, också timrad, uppfördes 1729. Den blev dock snart för liten och redan på 1860-talet diskuterades en ny kyrka. År 1901 beslutades så, att en ny kyrka skulle byggas ett par hundra meter norr om den gamla. Tanken var att riva den gamla kyrkan och använda timret till kyrkstallar, men rivningen kom inte igång och den såldes sedermera till Skansen.[2]

## Kyrkobyggnaden
Kyrkan stod färdig 1903 efter ritningar av Adrian C. Peterson och Carl Crispin. Den byggdes i nygotisk stil med 800 sittplatser. Byggnaden har en sockel av släthuggen granit och tegelfasad. Den har korsarmar i norr och söder och ett smalt torn med spetsig spira i väster. Långhuset och korsarmarna har skiffertäckta sadeltak. Övriga tak är av koppar.
Man fick tidigt problem med fuktskador och byggnaden har genomgått flera renoveringar. Vid en renovering 1967 reducerades antalet sittplatser till 480 och kyrkan fick ny färgsättning och inre gestaltning.

## Inventarier
- Målningarna i triumfbågen och korets valv är gjorda i sen jugendstil.[2]
- Altartavlan och det mittersta fönstret i koret är skapade av konstnären John Hedæus 1922. Altartavlan flankeras av de fyra evangelisterna, Matteus, Markus, Lukas och Johannes medan fönstret visar Jesu födelse.
- Kalken och patenen i förgyllt silver är från 1842
- Oblatasken i silver från 1768.
- Golvuret från 1700-talet inköptes i Göteborg 1930.
- Textilsamlingen har skapats av Agda Österberg.
- Kyrkklockorna kommer från den gamla kyrkan och har omgjutits 1883 och 1972.

## Bilder

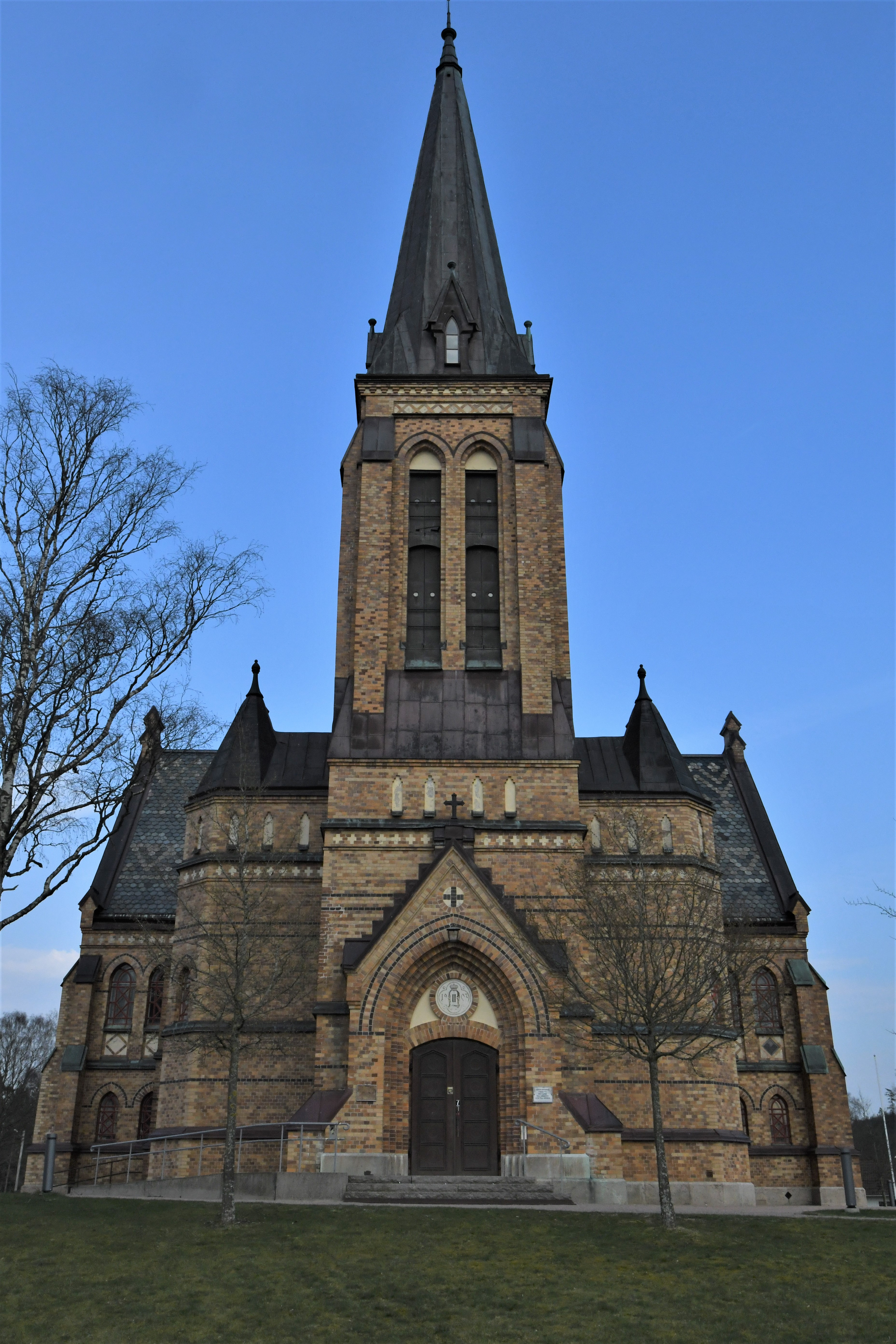
Exteriör.
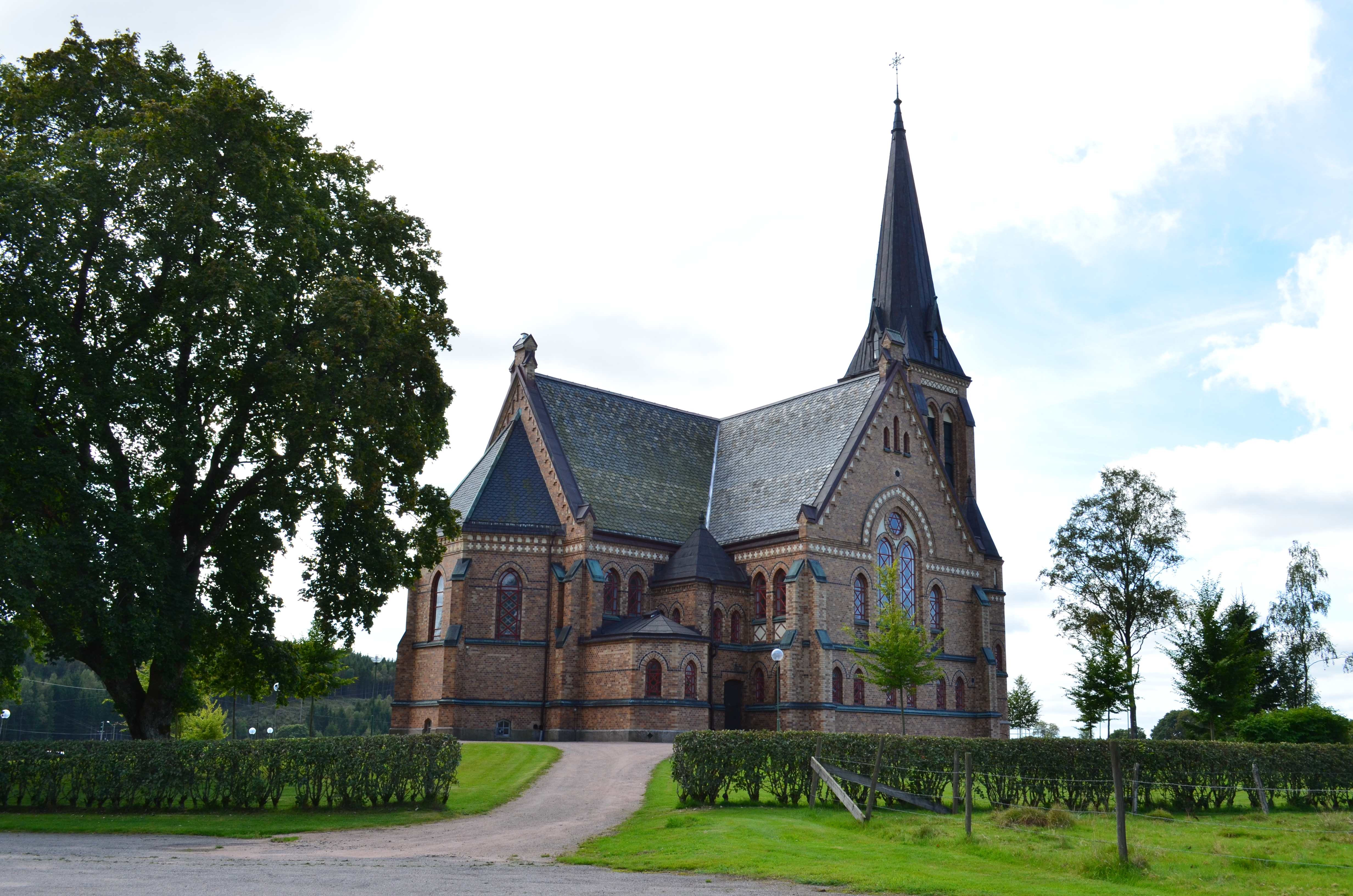
Exteriör från nordöst
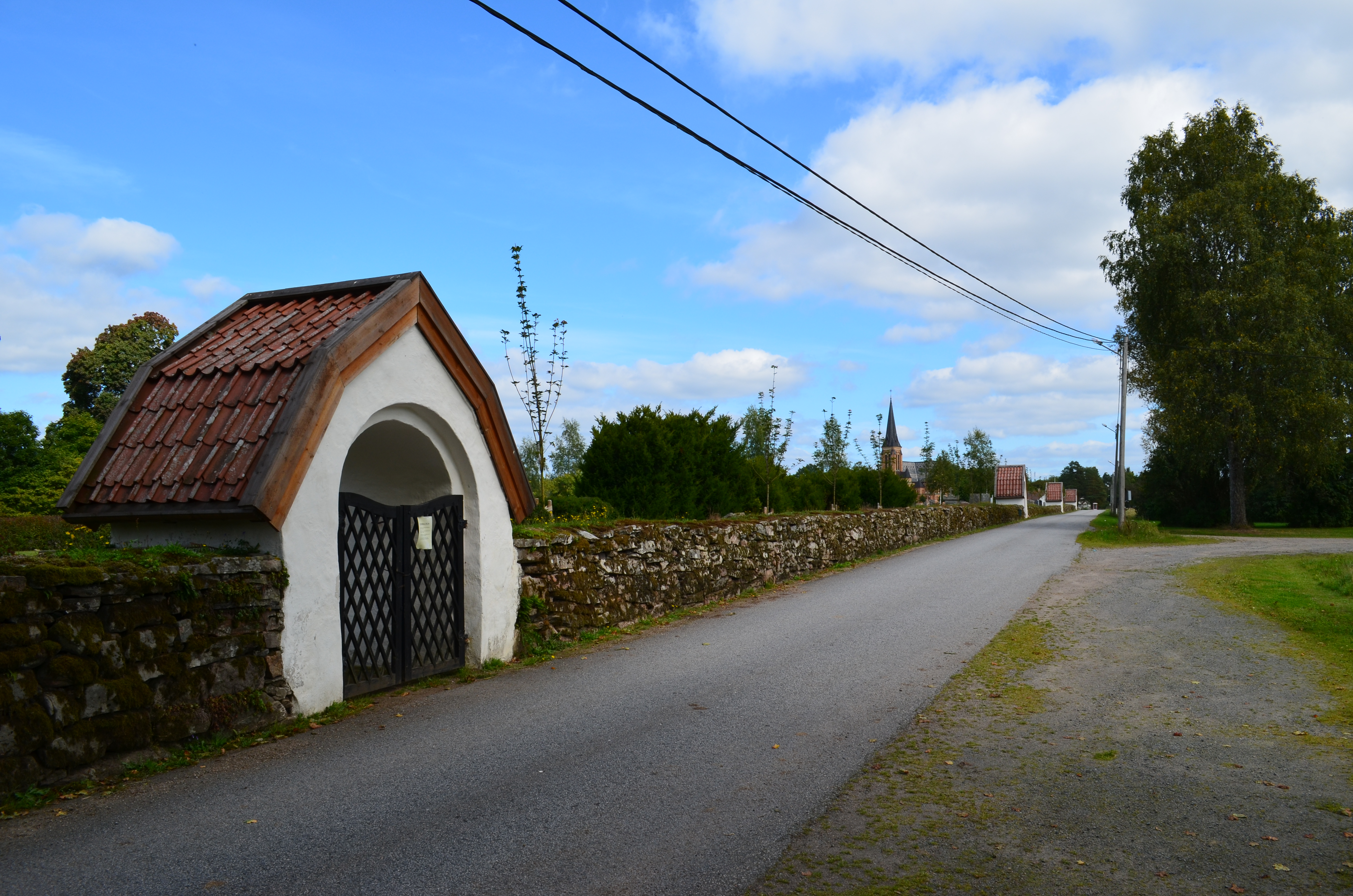
Stigluckor längs begravningsplatsen